# Hagenest (Adelsgeschlecht)
Die von Hagenest, oder auch Hogenist geschrieben, waren ein altritterliches Geschlecht, aus dem gleichnamigen Ort Hagenest, der heute ein Ortsteil der sächsischen Stadt Regis-Breitingen ist. Er befindet sich östlich von Zeitz, im Süden von Leipzig.

## Geschichte
Die Familie war in den Stiften von Naumburg, Merseburg und Zeitz unter anderem in Prießnitz, Leislau, Neidschütz, Janisroda, Hainichen (Zeitz), Hassenhausen, Gostitz, Reckenitz, Sausedlitz, Breitenhain und Teuritz begütert. Die Familie gehörte vom 13. bis zum 15. Jahrhundert zur Naumburger Stiftsritterschaft sowie zur Burgmannschaft der Rudelsburg und der Schönburg.
Erstmals wurden 1260 Theodericus de Hogeniste, 1270 Heinrico und Godofredo de Hogenist, 1270–1281 Godesalcus (Gottschalk), 1291 Thimo und 1293 Friedrich von Hagenest urkundlich erwähnt.
In der Klosterkirche von Pforta befindet sich die Grabplatte des Ritters Thimo von Hagenest († 1356). Die Umschrift lautet: Anno dni MCCCLVI obiit strenuus miles dns Tymo p[ate]r domini Brymonis de Hogeniste.
Bruno und Hermann waren 1368 Besitzer von Neidschütz. Herman von dem Hogenist, Thumher zu Numburg (Domherr in Naumburg) und Hannes von dem Hogenist, Gebrüder (7. Oktober 1382) gesessen zu Janisroda, wo schon vorher ihr Vater Heine (in Pforta begraben) ansässig gewesen war. 1384–1398 hatte Bruno von Hagenest seinen Rittersitz in Leislau. Im 15. Jahrhundert und noch 1529–1533 waren sie Lehn- und Patronatsherren in Prießnitz, Heiligenkreuz, Janisroda.
In Lucka, wo sie von 1575 bis 1640 saßen, befinden sich der Kirche verschiedene Grabplatten teils mit Wappen und Lebensnachrichten für Christoph von Hagenest († 1630), der Anna von Hagenest († 1588) und verschiedene Kindergrabsteine der Familie.
Die Familie erlosch in männlicher Linie mit dem Tod des sächsischen Generalmajors Gottlob Heinrich von Hagenest († 7. November 1776).

## Wappen
Das Wappen ist aus einem Schildbeschlag (wie bei der Familie von Scheidingen) entstanden. Es zeigt im blauen Schild eine silberne Kugel (Schildbuckel), die ringsum abwechselnd mit roten und silbernen Straußenfedern besteckt ist. Auf dem Helm mit rot-silbernen Decken sieben abwechselnd rote und silberne Straussfedern.